# Marzotto Hockey Valdagno 1975
Questa voce raccoglie le informazioni riguardanti il Marzotto Hockey Valdagno nelle competizioni ufficiali della stagione 1975.

## Maglie e sponsor
| 1ª divisa |

## Rosa
| N° | Naz.              | Ruolo | Sportivo             |  |  |  |
| -- | ----------------- | ----- | -------------------- |  |  |  |
| ?  | Italia (bandiera) | P     | Centomo              |  |  |  |
| ?  | Italia (bandiera) | E     | Cocco                |  |  |  |
| ?  | Italia (bandiera) | E     | Claudio Dalla Chiara |  |  |  |
| ?  | Italia (bandiera) | E     | Danieli              |  |  |  |
| ?  | Italia (bandiera) | E     | De Gerone            |  |  |  |
| ?  | Italia (bandiera) | E     | Giovanni Gonella     |  |  |  |
| ?  | Italia (bandiera) | E     | Guglieri             |  |  |  |
| ?  | Italia (bandiera) | E     | Roberto Pretto       |  |  |  |

- Allenatore: ?